# Jannik Sinner
Jannik Sinner (født 16. august 2001 i San Candido, Italien) er en professionel tennisspiller fra Italien.